# Championnat d'Asie féminin de basket-ball 2013
Navigation
Édition précédente Édition suivante
Le championnat d'Asie de basket-ball féminin 2013 est le 25e championnat d'Asie de basket-ball féminin organisé par la FIBA Asie. La compétition a lieu à Bangkok en Thaïlande du 27 octobre au 3 novembre 2013. Ce championnat est qualificatif pour le Championnat du monde 2014 en Turquie.

## Classement final
- Équipes qualifiées pour le Championnat du monde 2014

| Rang               | Équipe       | V-D |
| ------------------ | ------------ | --- |
| Médaille d'or      | Japon        | 7–0 |
| Médaille d'argent  | Corée du Sud | 4–3 |
| Médaille de bronze | Chine        | 4–3 |
| 4                  | Taïwan       | 3–4 |
| 5                  | Inde         | 2–4 |
| 6                  | Kazakhstan   | 0–6 |
| 7                  | Thaïlande    | 5–1 |
| 8                  | Malaisie     | 4–2 |
| 9                  | Indonésie    | 3–2 |
| 10                 | Philippines  | 3–2 |
| 11                 | Ouzbékistan  | 1–4 |
| 12                 | Hong Kong    | 0–5 |